# Петров, Александр Егорович
Алекса́ндр Его́рович Петро́в (12 февраля 1928, дер. Косяково, Воскресенский район, Московская область, СССР — 7 марта 2013, Воскресенск, Московская область, Россия) — кочегар и старший аппаратчик Воскресенского химического комбината имени В. В. Куйбышева Министерства химической промышленности СССР (Московская область), Герой Социалистического Труда (1971).

## Биография
Родился в 1928 году. В 1941 году трудоустроился рабочим в колхоз «Родина». Был призван в армию, после демобилизации в 1952 году трудоустроился в тепловодоцех Воскресенского химического комбината имени В. В. Куйбышева кочегаром, затем переведён на должность машиниста котла, где освоил профессию старшего аппаратчика. После запуска в 1960 году цеха обжига был направлен на пуск новых печей в должности старшего аппаратчика, возглавил цеховую школу передового опыта.
Указом Президиума Верховного Совета СССР от 20 апреля 1971 года за ударный труд удостоен звания Героя Социалистического Труда с вручением ордена Ленина и золотой медали «Серп и Молот».
Награждён орденом Дружбы народов, медалью «За доблестный труд», занесён в городскую Книгу летописи трудовой славы. В 1975 году стал Почётным гражданином города Колин (Чехословакия, ныне Чехия), в 1988 году стал «Почётным гражданином Воскресенска». Избирался делегатом XXVI съезда КПСС, депутат городского совета депутатов.
Умер 7 марта 2013 года в Воскресенске.